# Хансен, Герхард
Герхард Хансен (Ганзен, Гансен, Ханзен, норв. Gerhard Henrik Armauer Hansen; 29 июля 1841 — 12 февраля 1912) — норвежский врач, известный открытием и идентификацией бактерии Mycobacterium leprae в 1873 г. как агента, вызывающего лепру (проказу).

## Биография
Хансен родился в Бергене (Норвегия) и изучал медицину в Королевском университете Фредерика (в настоящее время Университет Осло), получив в итоге учёную степень в 1866 году. Он прошёл краткую стажировку в Национальном госпитале в Христиании (Осло) и в качестве врача на Лофотенских островах.

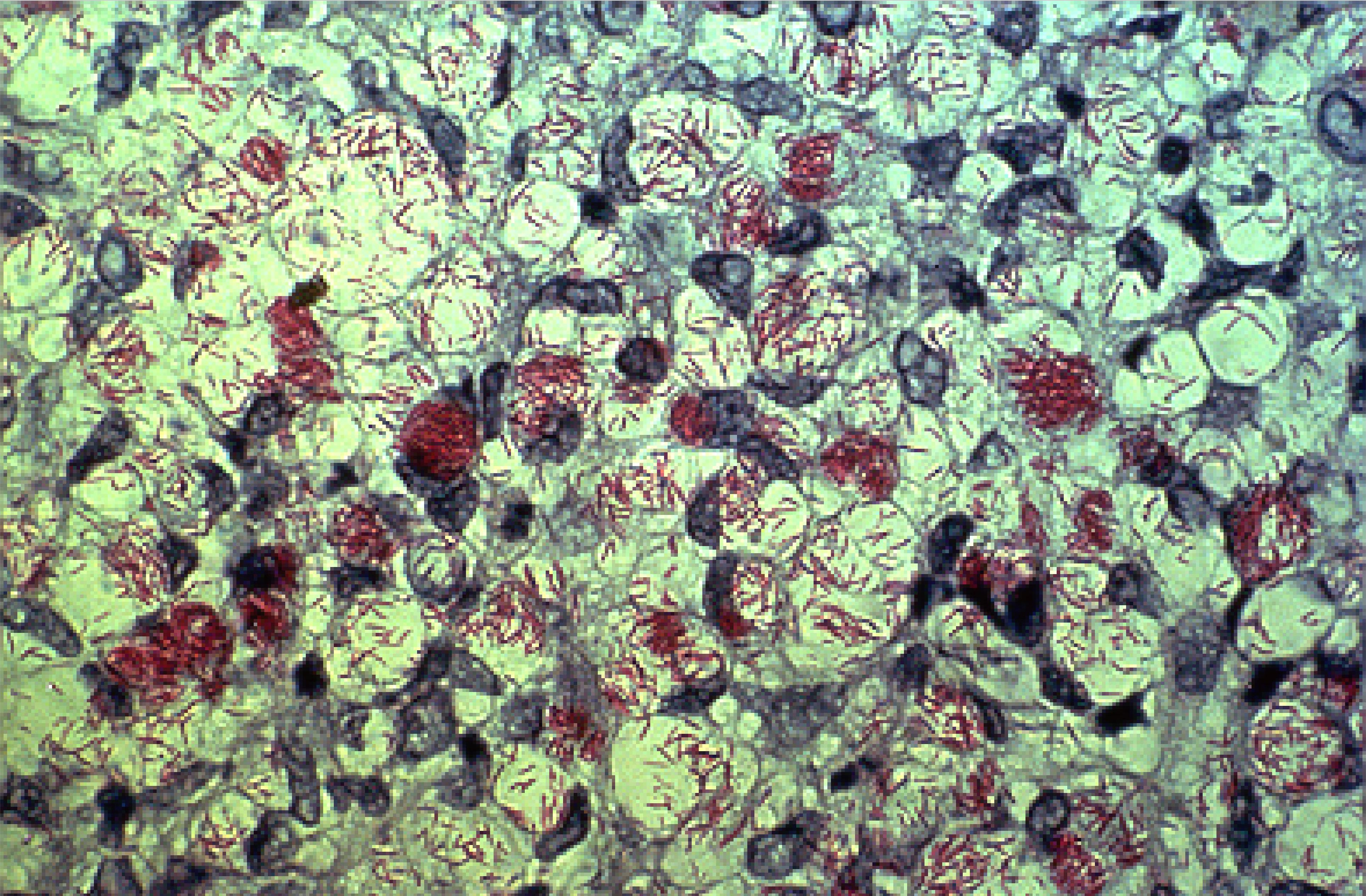
Mycobacterium leprae (окраска по Цилю — Нельсену)

В 1868 году Хансен вернулся в Берген для изучения лепры и приступил к работе совместно с экспертом в этой области Д. К. Даниельсеном .
Проказа в основном рассматривалась в качестве наследственной или же имеющей миазматическое происхождение, болезни. На основе эпидемиологических исследований Хансен сделал вывод, что проказа является болезнью с конкретной причиной.
В 1870—1871 гг. Хансен посетил Бонн и Вену, чтобы получить профессиональную подготовку, необходимую для доказательства его гипотезы.
В феврале 1873 года Герхард Хансен, рассматривая материал больного под микроскопом, внезапно увидел в клетках крохотные палочки. Результаты исследований были опубликованы на норвежском языке. Он объявил об обнаружении Mycobacterium leprae в тканях всех больных, хотя он не распознал их как бактерии и получил незначительную поддержку. Герхард Хансен теперь пытался раскрасить бациллы так, чтобы они были хорошо видны.
В 1879 году молодой немецкий ученый Альберт Нейссер приехал в Берген, чтобы изучить болезнь проказы. Хансен показал ему больных и свои препараты и отдал образцы тканей. Нейссер успешно окрасил бактерии и объявил о своих выводах в 1880 году, заявив, что обнаружил организм, вызывающий заболевание. Он опубликовал результаты в немецком журнале, но без упоминания о Хансене, хотя и писал, что приобрел свой материал в Бергене. Это привело к серьезному спору о приоритете в открытии бациллы проказы. Теперь Хансен слал разъяснения во все европейские научные журналы на английском, немецком и французском языках. После тщательного анализа известный патологоанатом Рудольф Вирхов разрешил спор, придя к выводу, что именно Герхард Хансен должен иметь приоритет в открытии.
Благодаря усилиям Хансена в 1879 году было запрещено свободное передвижение больных проказой по стране, а в 1885 году он добился принятия закона, предусматривающего обязательную изоляцию больных лепрой в стационарах или на дому и систематические медосмотры лиц, контактировавших с больными. Эта система послужила основой для законодательства многих европейских стран в отношении больных лепрой.